# Сопроцессор
Сопроцессор — специализированный процессор, расширяющий возможности центрального процессора компьютерной системы, но оформленный как отдельный функциональный модуль. Физически сопроцессор может быть отдельной микросхемой или может быть встроен в центральный процессор (как это делается в случае математического сопроцессора в процессорах для ПК начиная с Intel 486DX).
Различают следующие виды сопроцессоров:
- математические сопроцессоры общего назначения, обычно ускоряющие вычисления с плавающей запятой,
- сопроцессоры ввода-вывода (например — Intel 8089), разгружающие центральный процессор от контроля за операциями ввода-вывода или расширяющие стандартное адресное пространство процессора,
- сопроцессоры для выполнения каких-либо узкоспециализированных вычислений.

Сопроцессоры могут входить в набор логики, разработанный одной конкретной фирмой (например, Intel выпускала для процессоров 8086 и 8088 сопроцессоры 8087 и 8089, Motorola — сопроцессор Motorola 68881) или выпускаться сторонним производителем (например, Weitek (англ.) 1064 для Motorola m68k и 1067 для Intel 80286).

## Сопроцессор в программировании
Сопроцессор расширяет систему инструкций центрального процессора, поэтому для его использования программа (компилируемая без интерпретации и вызова внешних библиотек) должна содержать эти инструкции. Настройки современных компиляторов для языков высокого уровня под процессоры семейства x86 зачастую позволяют выбирать: использовать математический сопроцессор или нет, что особенно важно при создании кода, который будет исполняться внутри обработчика аппаратного прерывания.
Также бывают периферийные процессоры, предназначенные для управления периферийными устройствами и разгрузки центрального процессора, а именно:
- звуковые процессоры
- графические процессоры